# 牛兆濂

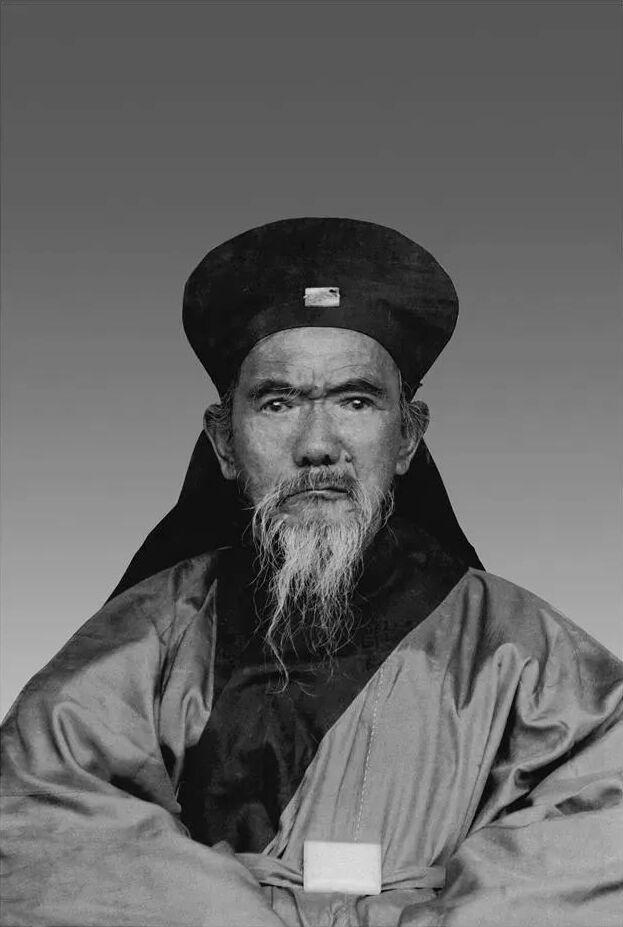
牛兆濂

牛兆濂（1867年—1937年），字梦周，号蓝川，清朝陕西蓝田人。
牛兆濂幼年过目成诵，光绪十年（1884年）肄业于关中书院。光绪十二年（1886年）补廪膳生员，并被聘为塾师。曾讲学於蓝田芸阁书院、三原清麓书院，后人尊称蓝川先生。辛亥革命後，以清朝遺民自居。1937年7月卢沟桥事变爆發不久，病逝。
牛兆濂著有《吕氏遗书辑略》4卷、《芸阁礼记传》16卷、《近思录类编》14卷等，又曾主纂《续修蓝田县志》。

## 文化
- 陈忠实小说《白鹿原》中，白鹿书院“朱先生”原型就是牛兆濂。